# Teatro Nacional Doña María II
El Teatro Nacional Doña María II (Teatro Nacional Dona Maria II, en portugués) recibió el nombre de la reina de Portugal María II. El histórico teatro es uno de los lugares más prestigiosos de Portugal y está situado en Plaza de Rossio, en el centro de la ciudad de Lisboa
El teatro fue construido en el lado norte de la plaza de Rossio en el lugar del antiguo Palacio dos Estaús, construido alrededor de 1450 como alojamiento para los dignatarios extranjeros y nobles que visitaban Lisboa. En el siglo XVI, cuando la Inquisición se instaló en Portugal, el Palacio Estaus se convirtió en su sede. El palacio sobrevivió al terremoto de Lisboa de 1755, pero fue destruido por un incendio en 1836.
Gracias a los intensos esfuerzos del poeta y dramaturgo romántico Almeida Garrett, se decidió sustituir el antiguo palacio en un teatro moderno, dedicado a la reina María II de Portugal. El edificio fue construido entre 1842 y 1846 en un estilo neoclásico diseñado por el arquitecto italiano Fortunato Lodi.
El edificio es el mejor representante de la arquitectura neoclásica de influencia paladiana en Lisboa. La característica principal de la fachada es un pórtico hexástilo con seis columnas jónicas reutilizadas del convento de San Francisco de Lisboa y un remate
triangular. El tímpano del frontón está decorado con un relieve escultórico que muestra a Apolo y las Musas.

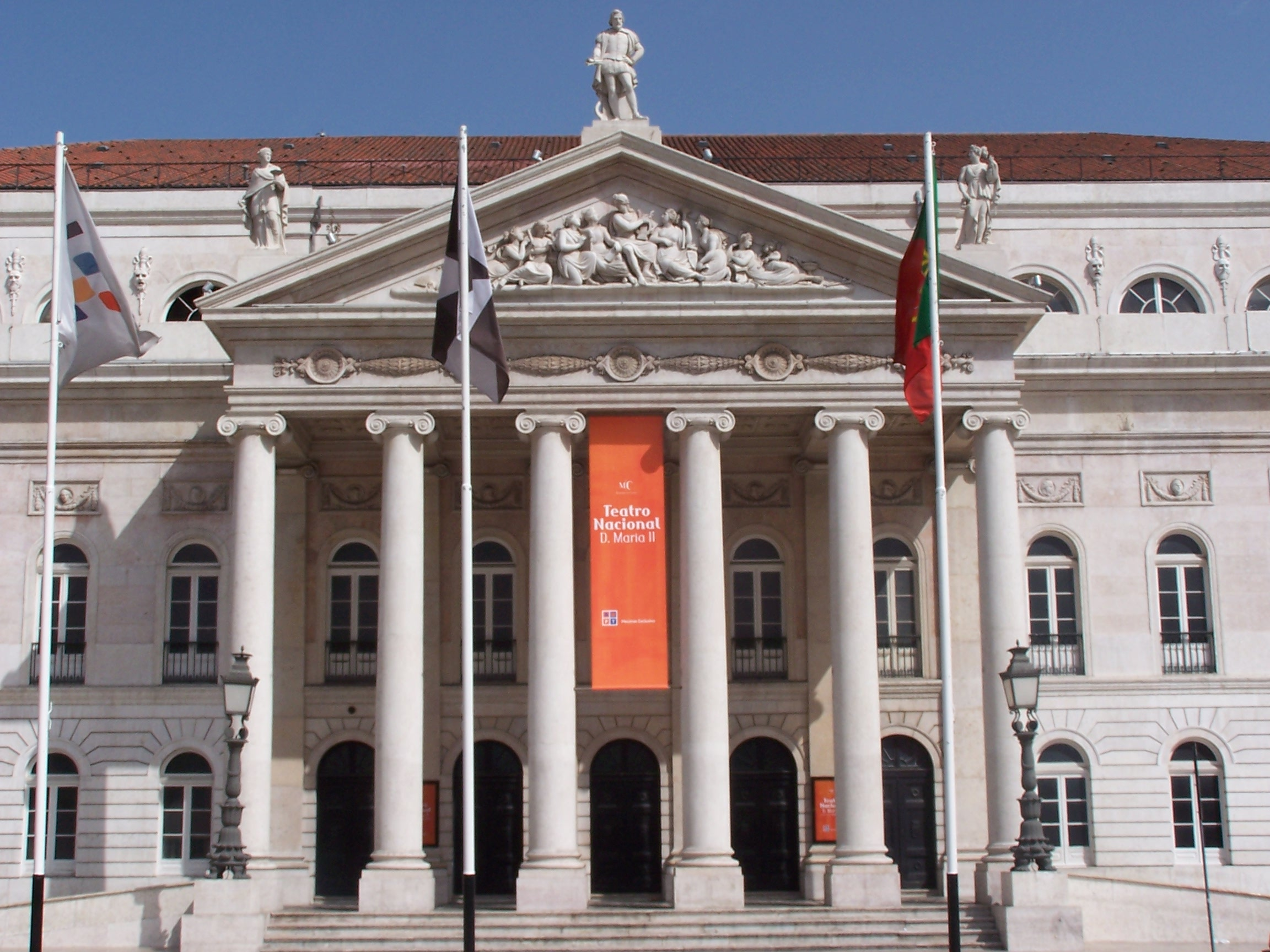
Pórtico del Teatro Nacional Doña María II.

El frontón está coronado por una estatua del dramaturgo renacentista Gil Vicente (c. 1464-c. 1536), considerado el fundador del teatro portugués. Irónicamente, algunas de las obras de Gil Vicente habían sido censurada por la Inquisición portuguesa en el siglo XVI.
El interior del teatro fue decorado por numerosos e importantes artistas portugueses del siglo XIX, pero gran parte de esta decoración se perdió en un incendio en 1964. El teatro tuvo que ser completamente reformado y fue reinaugurado en 1978.